# Skip Beat!
Skip Beat! (スキップ・ビート！ Sukippu Bīto!?) es un manga de Yoshiki Nakamura que se empezó a publicar el 15 de febrero de 2002 y que hasta ahora cuenta con 51 volúmenes y más de 334 capítulos; aún continúa publicándose. El anime se estrenó el 5 de octubre de 2008 y los estudios encargados de la animación del manga son Hal Film Maker. Pied Piper, Inc., licenció la serie para Estados Unidos y fue doblada en inglés.

## Historia
Skip Beat! es una comedia romántica protagonizada por Kyoko Mogami, una jovencita de 16 años que se escapa de su casa junto a su mejor amigo Shotaro Fuwa, con el propósito que éste consiga alcanzar su mayor sueño: adentrarse en el mundo del espectáculo como cantante. Mientras Sho consigue sus primeros trabajos y va poco a poco haciéndose importante, Kyoko trabaja arduamente para costear los gastos de renta y comida. Pero todo esto se acaba cuando por "casualidad" Kyoko ve a Sho coqueteando con su mánager y diciéndole que en realidad él sólo considera a Kyoko como su sirvienta.
Más furiosa que triste, Kyoko decide vengarse de Sho pero para ello deberá entrar en el mundo del espectáculo, algo difícil porque no posee "ningún talento" en especial. A pesar de ello, Kyoko decide intentarlo en la empresa LME [Lory’s Majestic Entertainment] donde trabaja la persona que más odia Sho, Tsuruga Ren, un actor famoso mundialmente por su atractivo físico y buenas actuaciones.
Sin embargo no logra hacer su debut debido a que, después de su historia con Sho, Kyoko ha perdido la capacidad "de amar". Por este motivo es asignada al departamento "Love Me" (Ámame). Al principio, Kyoko es la primera y única integrante de este departamento, cuyo uniforme es un llamativo overol rosa, con el logotipo "Love Me" en la espalda y frente de su chaqueta.
Gracias a los trabajos “sin importancia” del departamento de Love Me, Kyoko se va adentrando en la actuación, no sólo para mostrarle a Sho lo que una “mujer común y sin ningún atractivo físico” puede hacer, sino para encontrarse a sí misma. En este arduo camino que tendrá que enfrentar, Kyoko irá haciendo amistades, en especial con Kotonami Kanae. Kanae es una persona que al conocerla al principio le cayó mal, pero cuando entra ella también en el departamento "Love Me", Kyoko se sintió super feliz y ahí empieza su gran amistad.

## Personajes
Kyoko Mogami
Voz: Miki Nagasawa (drama CD), Marina Inoue (anime)
- Cumple años el 25 de diciembre.

La historia gira en torno a ella y su evolución desde que decide empezar a preocuparse por sí misma. Su madre la abandonó a los 6 años en la casa de la familia Fuwa. Hasta los 16 años, su mayor aspiración era la de hacer feliz a las personas a su alrededor, en especial a Shô Fuwa, muchacho del que está enamorada desde que eran pequeños. De pequeña no tenía amigas por culpa de Shô, ya que todas las chicas envidiaban que Kyoko tuviera tanta confianza con él. Por eso, en lugar de quedarse en casa y asistir a la preparatoria en Kioto, viaja con él a Tokio con el fin de ayudarlo a convertirse en una estrella pop. Pero un buen día se entera de que él sólo la ha estado usando para alcanzar su sueño. Así su corazón e inocencia quedan destrozados, despertando su lado oscuro. Frenética, Kyoko jura vengarse de Shô, pero la única manera de hacerlo es por medio de un ataque desde el mundo del espectáculo. Por ello cambia su ropa, estilo de pelo y comienza la tarea de unirse a la empresa rival de Shô, quien ahora es su más grande enemigo y a quien ella sueña con destruir, LME.
Durante la audición de LME y a pesar de que Kyoko se destaca por su determinación, el presidente se da cuenta de que ella carece de algo para convertirse en una actriz: el amor. Ya que sin amor auténtico por la profesión y para hacer feliz al público ella no podrá progresar en el mundo del espectáculo, pero considerando un gran desperdicio simplemente descartarla, decide darle una segunda oportunidad ingresándola en la sección "Love Me”, un departamento fundado para cultivar estrellas con amor propio y hacia los demás. Si de todo corazón completa todos los puestos de trabajo que se le asignen, como un buen empleado a la satisfacción del cliente, en determinado período, se dará su gran debut.
En LME Kyoko conoce a Tsuruga Ren con quien entabla al principio una enemistad. Le detesta porque le considera muy parecido a Shô, pero luego comienza a conocerle mejor y a estimarlo para luego terminar enamorada de él creando en ella una lucha interna de la que aún no puede escapar. Fue también en LME donde conoció a su primera amiga, Kanae Kotonami, que también es parte de la sección "Love me".
Con el tiempo, Kyoko deja mostrar su belleza y agallas en la actuación logrando cautivar a los directores, compañeros de trabajo y a sus primeros admiradores.
Ren Tsuruga
Voz: Ken Narita (drama CD), Katsuyuki Konishi (anime)
- Cumple años el 10 de febrero.
- Edad: 21 años
- Altura: 1,90 m

Es un actor famoso mundialmente por su atractivo físico y buenas actuaciones, considerado el idol más guapo de todo Japón, dejando a Fuwa Shô en séptimo lugar. Es conocido por su carácter paciente y amigable con todo el mundo. Menos con Kyoko, ya que desaprueba su razón para volverse famosa: vengarse de Fuwa Shô. Sin embargo, cuando ella comienza a entender que en realidad su carrera es más importante que la venganza contra Shô, apoya su crecimiento, dándole consejos y enseñándole a interpretar sus personajes.
Ren tiene una extraña manera de mostrar sus emociones o estado de ánimo: cuando esta feliz intenta estar calmado e indiferente, cuando está molesto es irónico y esboza una sonrisa deslumbrante pero poco profunda, cuando está celoso o realmente molesto su cara toma un aire frío y emite un aura muy oscura. También puede esbozar una dulce y angelical sonrisa que ciega y marea a las mujeres, o mostrar una mirada calculadora y coqueta, expresión que Kyoko ha bautizado como “El emperador de la noche”.
Ren alberga un sentimiento de amor hacia Kyoko pero se aferra en negarlo ya que dice que ella es muy pequeña aún. Ambos se conocían desde niños, pero Kyoko no lo recuerda ya que cuando lo conoció él le dijo que era el Príncipe de las hadas. Algunas de las personas más cercanas a él han empezado a notar sus sentimientos, en especial su mánager Yashiro, que siempre lo está fastidiando y dándole consejos; para que pueda estar con ella muchas veces se las ingenia para juntarles, el presidente Takarada que trata de animarlo un poco a que se abra al amor y Kanae Kotonami quien le advirtió a Kyoko, aunque ella no le restara importancia. Debido a su relación con Kyoko, Ren odia a Shô y en más de una ocasión se muestra celoso ya que Kyoko pareciera no haberse librado en absoluto de su recuerdo.
Fuwa Shô
Voz: Nobutoshi Kanna (drama CD), Mamoru Miyano (anime)
Mimado, consentido, caprichoso, egocéntrico y mujeriego. Es la estrella adolescente del momento. Inicialmente siente un profundo odio hacia Tsuruga Ren debido a su popularidad, pero luego por los sentimientos que ambos no admiten para con Kyoko. Aunque su verdadero nombre es Shôtaro, lo mantiene en secreto porque el kanji "taro" está escrito como "taparrabos". Al principio no tuvo reparos en engañar a Kyoko para que viajara con él a Tokio, con el único objetivo de usarla como empleada y financiadora de sus múltiples gastos, entre esos, un costoso departamento. Cuando ella lo descubre, él reacciona de manera muy cruel.
Cuando se reencuentra con Kyoko no la reconoce, pero poco después descubre que ella es la chica Love Me de LME. Se sorprende al ver su transformación en una belleza. Durante la historia se pone de manifiesto que tiene más sentimientos hacia ella de los que había pensado. No soporta verla llorar y se permite ser más auténtico cuando está cerca de ella. Al parecer es el único hijo de una familia bien acomodada, dueños de una posada tradicional. Su madre enseñó a Kyoko la ceremonia del té para que en algún futuro, ella y Shô se casaran. Por esta y por muchas otras razones, Shô siente que Kyoko le pertenece. Sin embargo, él alberga sentimientos hacia ella, muy en el fondo, pensando que es odio cuando en realidad es otra cosa.
Kanae Kotonami
Voz: Yukiko Tagami (drama CD), Risa Hayamizu (anime)
Es una joven actriz que posee el gran talento de memorizar sus diálogos en muy poco tiempo. Conoció a Kyoko en las audiciones de LME, pero desde un inicio se muestra hostil con ella, tratándola como un ser inferior y despreciándola. Aunque Kanae es muy segura de sí misma y le dice a Kyoko que aprobará esa audición y hará su gran debut, al final también es enviada a la sección "Love me" ya que al igual que Kyoko le falta ese sentimiento de amor hacia los demás. Kanae pertenece a una familia pobre y numerosa. Odia a las mujeres y personajes con auras comunes o de amas de casa, porque le recuerdan a ella misma. Con el paso del tiempo y de varias situaciones, Kyoko y Kanae terminan siendo buenas amigas. Kyoko se refiere a ella como "Mouko-san".
Reino
Voz: Shun Takagi (Juego)
Es el vocalista de una banda visual-kei llamada "Vie Ghoul". Él copia el estilo y las canciones de Fuwa Shô porque su empresa lo contrató para robarle fanes. Reino parece tener poderes extrasensoriales, ya que puede ver espíritus y el pasado de las personas. Ninguna chica es lo suficientemente buena para él. Pero luego de que se entera de que Kyoko tiene una relación con Shô empieza a acosarla, en esos andares, conoce a la Kyoko "malvada" y se enamora de ella por su aura maligna. La pronunciación de Vie Ghoul de Kyoko suena más parecido a "Beagle" (una raza de perros) y es así como ella se refiere a él. En una ocasión Reino toma como rehén a uno de los demonios de Kyoko y la obliga a hacer chocolates en el día de San Valentín amenazándola con que va a torturar a ese espíritu. Reino le teme a Ren porque fue capaz de ver su oscuro pasado, por lo que Kyoko a veces utiliza a Ren para amenazarlo.
Lory Takarada
Voz: Banjō Ginga (drama CD)
Es el presidente de la agencia de talentos LME. Es una persona muy perspicaz, intuitiva, extravagante y de buen corazón que tiene una gran obsesión con el amor. Desde que vio a Kyoko en el casting ella le llamó la atención, pero al haberse olvidado del sentimiento del amor, intenta ayudarla a que lo recupere creando la sección "Love me". Es el único que conoce el pasado de Ren. Constantemente lo aconseja y sanciona por sus actos.
Maria Takarada
Voz: Konno Hiromi (anime)
Es nieta del presidente. A corta edad sufrió la pérdida de su madre. Fue culpada por eso, ya que el día de su cumpleaños le pidió a su madre que dejara el trabajo en EUA, para ir a su fiesta en Japón, pero el avión en el que iba sufrió un accidente que causó su fallecimiento. Por esto, no confía en nadie y odia su propio cumpleaños. Tiene una mala relación con su padre. A María le gusta molestar a las personas de la empresa. En el casting de LME, estaba distrayendo a las candidatas llorando y fingiendo estar perdida, así que Kyoko con una expresión cruel en el semblante le dice que no espere que con llorar alguien siempre la vaya a ir a socorrer. Desde ese momento, María le toma un cariño especial a Kyoko, ya que a ambas les desagrada la debilidad y el amor. Es muy supersticiosa y siempre trata de que Kyoko le dé un muñeco vudú de Ren para así hechizarlo para que se case con ella. Maria ama a Ren y siempre trata de alejar a sus admiradoras.
Yashiro Yukihito
Es el representante de Tsuruga Ren. Usa guantes porque sino destruye todo aparato electrónico que tenga en sus manos, lo que le trae muchos problemas con su celular. Siempre anda tratando de entender qué está pensando Ren, pero sobre todo trata de que acepte y confiese sus verdaderos sentimientos por Kyoko. Esto lo lleva a ser insistente y a veces un tanto molesto ya que siempre trata de encontrar algún significado amoroso en las palabras de Ren hacia Kyoko. Él estima mucho a Ren y le preocupa mucho su relación con Kyoko.
Amamiya Chiori
Es una joven actriz de apariencia dulce que en realidad es manipuladora. Cuando se enoja con alguien siempre descarga todo su odio escribiendo en hojas de papel o en su diario. De niña ya era actriz y su personaje fue tan impactante que la marcó impidiéndole crecer, por lo que tuvo que cambiarse de nombre artístico. Cuando conoció a Kyoko, se puso celosa porque una novata tenía más trabajos que ella e intentó opacarla por todos los medios. Tiempo después al conocer mejor a Kyoko termina admirándola y por voluntad propia ingresa a la sección "Love me" como el tercer miembro.
Jelly Woods
Amiga enamorada del presidente Lory Takarada, esta suele tratarlo como si fuera su esposo llamándolo constantemente "darling" y hablando de Maria como si fuera su nieta, aunque esto no sea así. Es conocida como "La Bruja" en el mundo de los estilistas ya que puede cambiar la vida de las personas en cinco minutos transformando su aspecto físico. Tiene la apariencia de una chica menor de edad y es muy parecida a María. El presidente la llama cuando debe realizar trabajos secretos.
Kuu Hizuri (Hozu Shuuhei)
Es un actor japonés famoso en Hollywood y padre de Tsuruga Ren. En Japón uno de sus personajes más célebres es "Katsuki", protagonista de una de las series de televisión más populares: Tsukigomori. Siempre fue un padre muy cariñoso con su hijo, pero cuando Ren era pequeño él y su esposa Juliet siempre trabajaban mucho y casi nunca estaban en casa. En ocasión de su regreso a Japón para promocionar una película aprovecha para hablar con Ren y conoce a Kyoko, a quien termina tratando como una hija más ayudándole con sus problemas de actuación.

## Personajes de Kyoko
- Choko: De la película Ring Doh. Este personaje es de Ruriko, una actriz famosa por su belleza y piel blanca, pero Kyoko compite por él. A pesar de estar lesionada de un tobillo, gana las dos contiendas: caminar/actuar como una chica rica y realizar la ceremonia del té, ganándose la admiración no sólo de su contrincante, sino también del set, el director y Ren, el coprotagonista. Pero como en realidad no le iban a dar el papel, regresa a casa sólo con los puntos de Love me. Aparece en el capítulo 6.

- María: Ángel es una dulce niña que carga con el dolor de perder a su madre al nacer. Es muy infeliz porque cree que su padre la odia. Pero su hermana mayor, Flora, la salva de esos pensamientos a pesar de que ella esta resentida. Ese es el reto que Kyoko debe vencer para ser aceptada en el curso de actuación de LME. Con mucho ingenio y unos cuantos cambios en el guion, Flora (Kyoko) no sólo le demuestra a Ángel que su padre no la odia sino también a Maria-chan, quien se encuentra en una situación similar. Aparece en el capítulo 9.

- Bou: Bou es el pollo mascota del programa de variedades Kimagure Rock. La primera vez que grabaron el programa, el invitado era Fuwa Shô, así que Kyoko hizo de todo tratando de hacerle la vida imposible y fue despedida al final del programa. Tratando de huir de Shotaro, se pierde aún disfrazada y cuando ve a Ren, con cara de preocupación, le pregunta que le pasa. Así es como empieza una relación de amistad entre el pollo y Ren. Claro que al final Kyoko fue recontratada como Bou. Se cree que el nombre Bou deriva de la palabra beau (pretendiente) que se pronuncia bô. Aparece por primera vez en el capítulo 10.

- Chica B: Durante el casting para el comercial de la bebida Kyurara la premisa es que a “A y B les gusta el mismo chico, A le expresa sus sentimientos al chico, pero al chico la gusta B”. Discusión y reconciliación son las dos partes del casting, pero no es hasta la segunda cuando Kyoko muestra todo su ingenio al descubrir que les han robado la idea que ella y Kanae iban a usar. Por supuesto ambas son seleccionadas. La actuación por parte de A se desarrolla en el capítulo 13, mientras que la de B, en el capítulo 14.

- Ángel: En el video promocional de la canción “Prisioner” de Fuwa Sho, un demonio de frío corazón se enamora de un ángel de corazón puro. Aunque saben que su amor los destruirá, a ellos no les importa. La mejor amiga del ángel mata al demonio para protegerla convirtiéndose en uno. Kyoko acepta el papel del ángel asesino para vengarse de Shô. Sin embargo, se encuentra con algunos problemas, en principio porque Mimori, ferviente enamorada de Shoutaro y quien interpreta al ángel que se enamora, la molesta y se niega a trabajar con ella, y luego porque Fuwa la saca tanto de sus casillas que le es imposible actuar como un ángel. Pero al final, con un poco de ayuda e imaginación, logra una actuación tan conmovedora que atrapa a su enemigo y hace que Shô quede paralizado. La actuación con Mimori se desarrolla en el capítulo 18, mientras que la actuación con Shotaro tiene lugar en el capítulo 19.

- Mio: Luego de grabar el video promocional es escogida por su mirada "diabólica" para interpretar el papel de Mio Hongo en Dark Moon, una nueva versión de una de las mejores novelas de Japón: Tsukigomori, donde trabaja con Ren Tsuruga. Su papel corresponde a la segunda hija de una familia adinerada, que tiene una cicatriz en el rostro, causada por su malévola hermana. Esto provoca en ella un sentimiento de inferioridad, celos y odio hacia su hermana y su prima, a la que continuamente intimida y molesta. El personaje es muy intenso para una novata y Kyoko tiene dificultades para crear a Mio, ya recibe la presión no sólo del papel, sino también de la actriz que interpretó a Mio hace 20 años. Sin embargo, gracias al apoyo de Ren, crea una nueva Mio que marca distancia de la anterior, recibiendo la aceptación de todos. La creación de la nueva "Mio" se desarrolla en el capítulo 22, pero la aceptación de éste se produce en el capítulo 23.

- Kuon: Kyoko es retada por Kuu Hizuri, un actor de Hollywood que está de visita, a interpretar a su hijo Kuon por un día para enseñarle que un actor debe adaptarse a cualquier papel. Kyoko pide de favor que le dé al menos una seña de su hijo para guiarse, y él termina dándole unas 40, lo cual no parece conducir a ningún tipo de persona, excepto a Corn, el príncipe Hada. Kyoko hace una interpretación tan real y parecida al verdadero que el actor la adopta como su segundo hijo, sobre todo cuando Kyoko confiesa que es incapaz de interpretar a un hijo querido, porque ella jamás lo fue.

- Natsu: Después de Mio, Kyoko es seleccionada por los directores para interpretar papeles antagónicos. Al principio Kyoko no acepta ningún papel porque no quiere ser etiquetada como la mala de las historias, pero gracias a Kuu acepta el papel de Natsu en una serie de televisión llamada Box "R". Aunque el parecido del personaje con Mio la desanima al comienzo, al final crea un personaje muy distinto a Mio, con una naturaleza alejada de la "chica rica" pero más manipuladora y engreída, y con pose de supermodelo. El personaje que logra se debe a la ayuda de Ren y de una chica llamada Amamiya Chiori que actúa en la misma serie.

- Setsuka Heel: "Setsu" es la hermanita menor de Cain Heel, personaje que interpreta Ren Tsuruga en la vida real, un tipo frío, violento y temperamental que inspira un aire de soledad. Este papel lo realizará de forma secreta ya que Tsuruga tomó el papel de Cain Heel sólo para despistar a la prensa haciéndoles creer que es un actor británico con ascendencia japonesa que viene del exterior sólo para realizar el papel de B.J. en una película próxima a rodar, es decir un actor X, para crear expectativas y mantener el interés en esta película. Con la excusa de controlar a Tsuruga, el presidente Lory le pide a Kyoko que represente a Setsu como su talismán guardián, es decir, su rol es controlar que él no se salte las comidas, aunque su verdadero objetivo es hacer que ella empiece a ver a Ren como hombre y logren avanzar en su relación. Su personalidad es la de una hermana mimada por su hermano mayor, pero suele tener bastantes problemas, ya que en realidad parece que su hermano es el que es aniñado y no ella. Setsuka tiene cierta obsesión con su hermano hasta tal punto de meterse en el baño cuando se está duchando o querer dormir en su cama. Con este personaje Kyoko consigue sacar a Cain (Tsuruga Ren) de la oscuridad que a veces le suele tragar, a modo en el que éste suele entrar en trance.

- Momiji: Momiji es una ninja, para este personaje kyoko a entrenado en el arte samurái, consigue el papel demostrando las habilidades aprendidas.

## Volúmenes
| Núm. | Fecha de publicación     | ISBN                   |
| ---- | ------------------------ | ---------------------- |
| 1    | 19 de julio de 2002      | ISBN 978-4-592-17821-7 |
| 2    | 19 de noviembre de 2002  | ISBN 978-4-592-17822-4 |
| 3    | 19 de marzo de 2003      | ISBN 978-4-592-17823-1 |
| 4    | 18 de julio de 2003      | ISBN 978-4-592-17824-8 |
| 5    | 17 de noviembre de 2003  | ISBN 978-4-592-17825-5 |
| 6    | 19 de febrero de 2004    | ISBN 978-4-592-17826-2 |
| 7    | 16 de julio de 2004      | ISBN 978-4-592-17827-9 |
| 8    | 19 de octubre de 2004    | ISBN 978-4-592-17828-6 |
| 9    | 18 de febrero de 2005    | ISBN 978-4-592-17829-3 |
| 10   | 17 de junio de 2005      | ISBN 978-4-592-17830-9 |
| 11   | 19 de octubre de 2005    | ISBN 978-4-592-17831-6 |
| 12   | 17 de febrero de 2006    | ISBN 978-4-592-17832-3 |
| 13   | 18 de junio de 2006      | ISBN 978-4-592-17833-0 |
| 14   | 19 de octubre de 2006    | ISBN 978-4-592-17834-7 |
| 15   | 19 de febrero de 2007    | ISBN 978-4-592-17835-4 |
| 16   | 19 de junio de 2007      | ISBN 978-4-592-17836-1 |
| 17   | 19 de octubre de 2007    | ISBN 978-4-592-17837-8 |
| 18   | 19 de febrero de 2008    | ISBN 978-4-592-17838-5 |
| 19   | 17 de julio de 2008      | ISBN 978-4-592-17839-2 |
| 20   | 17 de octubre de 2008    | ISBN 978-4-592-17840-8 |
| 21   | 19 de febrero de 2009    | ISBN 978-4-592-18611-3 |
| 22   | 19 de junio de 2009      | ISBN 978-4-592-18612-0 |
| 23   | 19 de octubre de 2009    | ISBN 978-4-592-18613-7 |
| 24   | 19 de febrero de 2010    | ISBN 978-4-592-18614-4 |
| 25   | 18 de junio de 2010      | ISBN 978-4-592-18615-1 |
| 26   | 19 de octubre de 2010    | ISBN 978-4-592-18616-8 |
| 27   | 18 de febrero de 2011    | ISBN 978-4-592-18617-5 |
| 28   | 20 de junio de 2011      | ISBN 978-4-592-18618-2 |
| 29   | 18 de noviembre de 2011  | ISBN 978-4-592-18619-9 |
| 30   | 19 de marzo de 2012      | ISBN 978-4-592-18620-5 |
| 31   | 20 de septiembre de 2012 | ISBN 978-4-592-19491-0 |
| 32   | 19 de marzo de 2013      | ISBN 978-4-592-19492-7 |
| 33   | 20 de septiembre de 2013 | ISBN 978-4-592-19493-4 |
| 34   | 20 de marzo de 2014      | ISBN 978-4-592-19494-1 |
| 35   | 19 de septiembre de 2014 | ISBN 978-4-592-19495-8 |
| 36   | 20 de marzo de 2015      | ISBN 978-4-592-19496-5 |
| 37   | 18 de septiembre de 2015 | ISBN 978-4-592-19497-2 |
| 38   | 18 de marzo de 2016      | ISBN 978-4-592-19498-9 |
| 39   | 20 de septiembre de 2016 | ISBN 978-4-592-19499-6 |
| 40   | 20 de marzo de 2017      | ISBN 978-4-592-19500-9 |
| 41   | 20 de octubre de 2017    | ISBN 978-4-592-21641-4 |
| 42   | 18 de marzo de 2018      | ISBN 978-4-592-21642-1 |
| 43   | 18 de enero de 2019      | ISBN 978-4-592-21643-8 |
| 44   | 20 de septiembre de 2019 | ISBN 978-4-592-21644-5 |
| 45   | 20 de mayo de 2020       | ISBN 978-4-592-21645-2 |
| 46   | 20 de enero de 2021      | ISBN 978-4-592-21646-9 |
| 47   | 17 de septiembre de 2021 | ISBN 978-4-592-21647-6 |
| 48   | 20 de junio de 2022      | ISBN 978-4-592-21648-3 |
| 39   | 20 de marzo de 2023      | ISBN 978-4-592-21649-0 |
| 50   | 19 de marzo de 2024      | ISBN 978-4-592-22480-8 |
| 51   | 20 de diciembre de 2024  | ISBN 978-4-592-22509-6 |
| 52   | 19 de septiembre de 2025 | ISBN 978-4-592-22545-4 |

## Banda sonora
- 1st Opening: Dream Star por The Generous.
- 2nd Opening: Renaissance por The Generous.
- 1st Ending: Namida por 2BACKKA.
- 2nd Ending: Memorial ~ Eien por Yusaku Kiyama.